# Mykensk konst

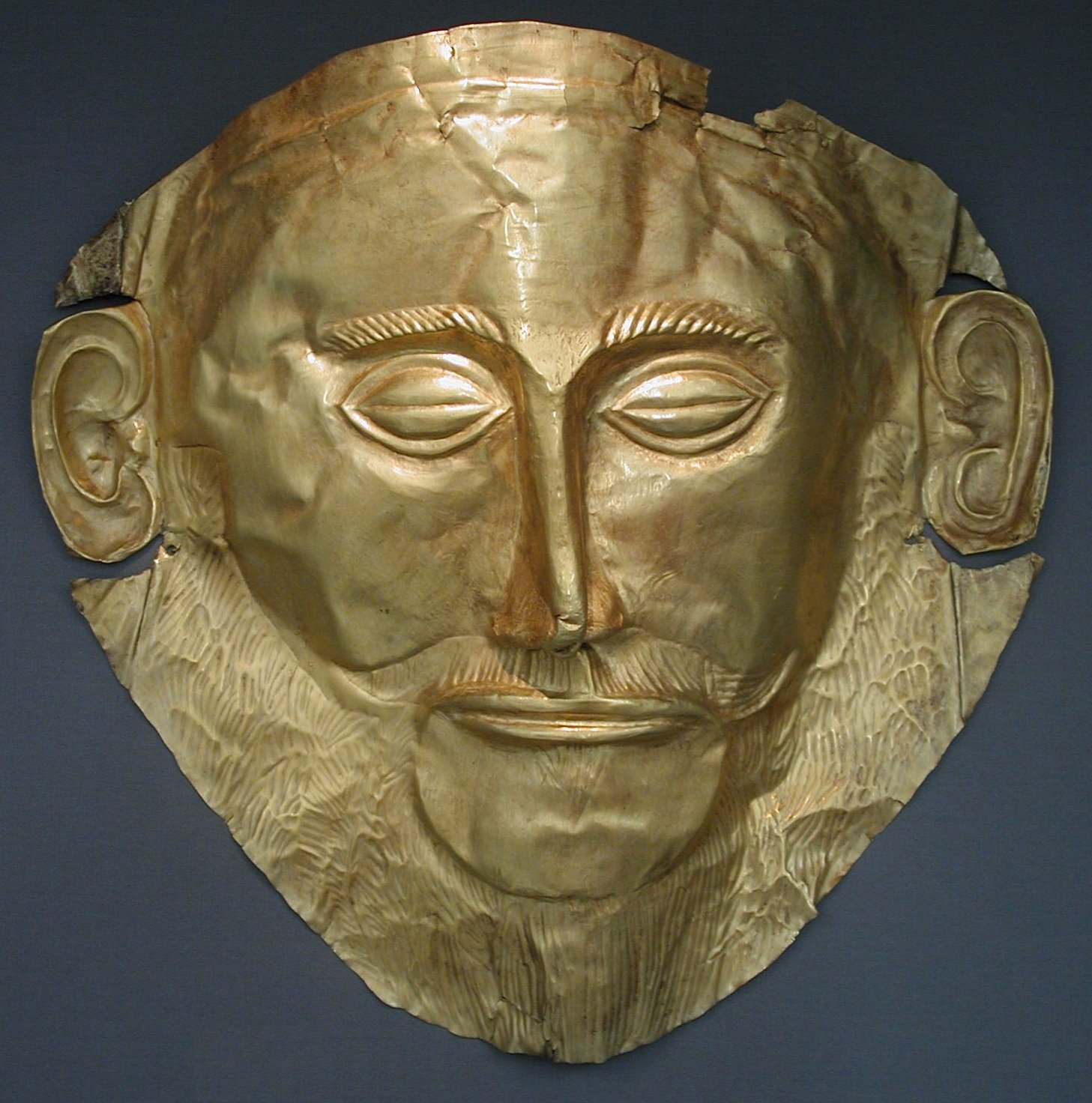
"Agamemnons dödsmask", funnen i Mykene, numera i Arkeologiska Nationalmuseet, Aten.

Den här artikeln handlar om mykensk konst, även kallat senhelladisk konst, det vill säga den konst som producerades på det grekiska fastlandet, Peloponnesos och öarna i Egeiska havet under den grekiska bronsåldern omkring 1550–1050 f.Kr..

## Tidig- och mellanhelladisk konst
När grekerna invandrade till Balkan tog de med sig en helt egen formvilja vars grunddrag utvecklades omkring 1900–1500 f.Kr. på det grekiska fastlandet. Där den minoiska konsten föredrog figurativa motiv från djurvärlden och en livfull karaktär, höll sig fastlandsgrekerna till geometriska scheman. Dock dominerades den helladiska kulturen helt av den minoiska under denna tid: de minoiska härskarna etablerade kolonier på fastlandet och exporterade också konstföremål som betraktades som lyxföremål i de helladiska rikena.

## Mykensk konst
Den mykenska eller senhelladiska kulturen, omkring 1500–1050 f.Kr., började växa med den minoiska kulturens katastrof omkring 1450–1350 f.Kr. som innebar att Kreta som ekonomiskt och kulturellt centrum fick träda tillbaka för den mykenska på fastlandet. 
Under sin blomstringstid på 1300- och 1200-talen hade Mykene etablerat handelskontakter långt utanför Greklands gränser, bland annat med Syrien. Många av den grekiska kulturens kännemärken såg dagens ljus under den mykenska tiden.

### Arkitektur

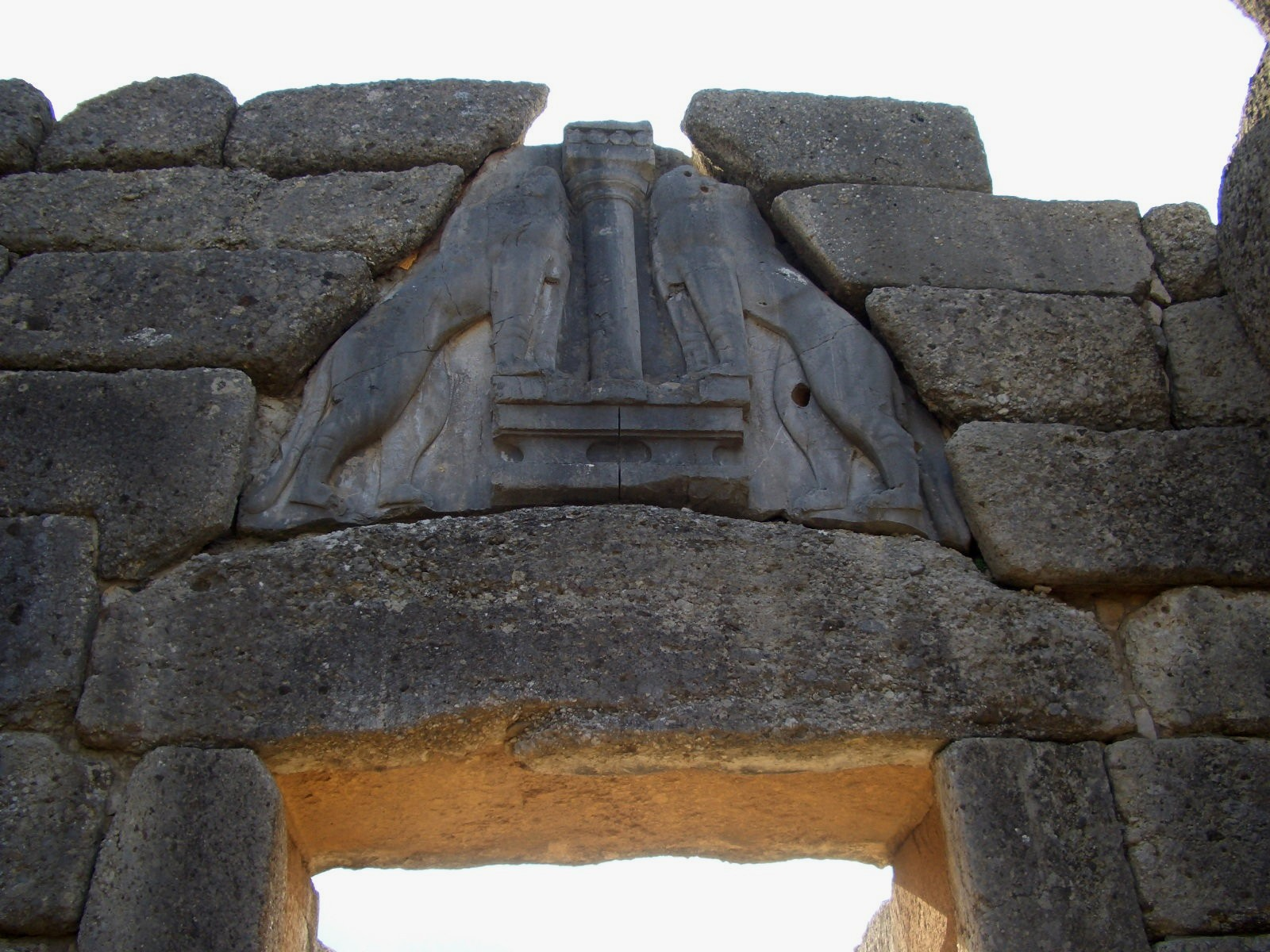
Lejonporten i Mykene: Portöverstycket är 4½ m långt, 2 m brett och 1 m högt.

Städerna var centrerade kring en lättförsvarad klippa, akropolen, som rymde en borg och ett kungligt palats. Dessa palats var i sin tur byggda kring en megaron – den rektangulära byggnad med eldstad i mitten, ingång och en svale uppburet av kolonner på ena kortsidan som kom att bli det grekiska templets grundform. De mykenska megaronerna var invändigt dekorerade med fresker med figurativa bilder: Landskapsscener av minoisk typ som tillförts heroiska stridsscener av mer helladisk karaktär.
De mytomspunna mykenska gravarna var uppbyggda som s.k. oäkta valv och antyder redan den grekiska monumentaliteten som följde.  De mykenska kungarna importerade oförblommerat motiv från den mesopotamiska kultursfären. Ett exempel på det är den s.k. Lejonporten i Mykene där två lejon och en kolonn bildar en heraldisk grupp ovanför den monumentala portiken. Proportionerna, skalan och sättet att inkorporera reliefen i arkitekturen är dock typiskt grekisk, och "tricket" att dölja den avlastningstriangel som gjorde portiken konstruktivt möjlig är en innovation.

### Keramik

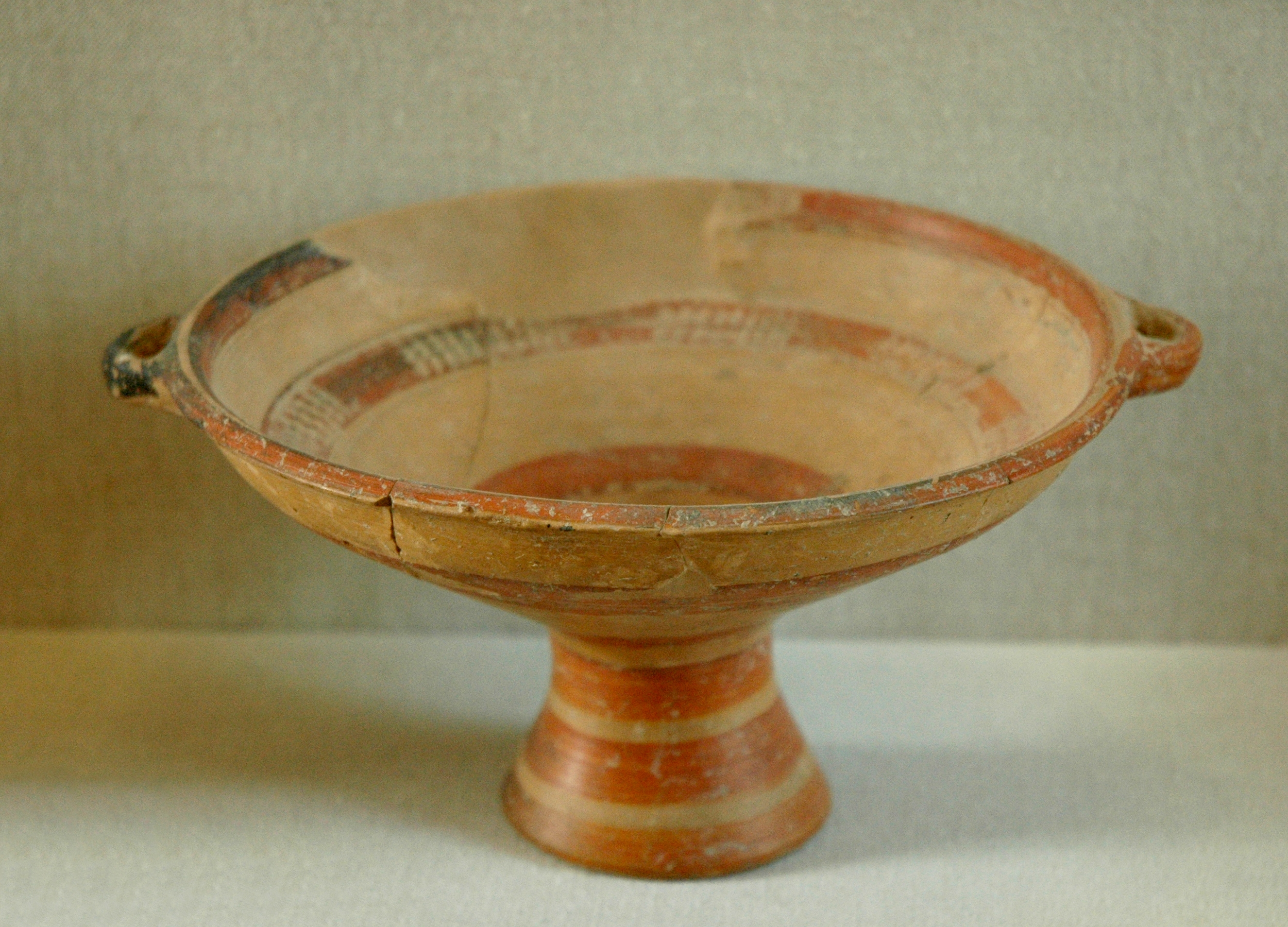
Mykensk keramik funnen i Ugarit, numera i Louvren, Paris.

Jämfört med den minoiska keramiken var den mykenska geometriserande. En typisk mykensk vas består av delar som drejats var för sig och sedan satts samman. Den målade dekoren tillfördes därefter på skarvarna mellan dessa delar. Hela formgivning kom på så vis att betona vasens uppbyggnad och pekar tydligt framåt mot den grekiska konstens mest grundläggande principer. Den mykenska keramikens dekoration bestod i allmänhet av geometriska mönster, och även när mykenarna övertog motiv från den minoiska keramiken skedde snart en stilisering av de naturalistiska motiven.

## Övrigt

### Städer
- Mykene
- Pylos
- Thebe

### Skrift
- Linear B